# Phytomyza anemonantheae
Phytomyza anemonantheae este o specie de muște din genul Phytomyza, familia Agromyzidae, descrisă de Spencer în anul 1969.
Este endemică în Germania. Conform Catalogue of Life specia Phytomyza anemonantheae nu are subspecii cunoscute.